# Worstelen op de Paralympische Zomerspelen 1980
De VIe Paralympische Spelen werden in 1980 gehouden in Arnhem en Veenendaal, Nederland. Worstelen was een van de 13 sporten tijdens deze spelen.
De atletiek vond plaats op Nationaal Sportcentrum Papendal in Arnhem. Dit was de eerste keer dat worstelen op het paralympische programma stond.

## Evenementen
Op de Spelen van 1980 stonden de volgende evenementen op het programma:
Mannen
- tot 48 kg
- tot 52 kg
- tot 57 kg
- tot 62 kg
- tot 68 kg
- tot 74 kg
- tot 82 kg
- tot 90 kg
- tot 100 kg
- boven 100 kg

## Mannen
| Klasse       | land | Goud            | land | Zilver     | land | Brons |
| ------------ | ---- | --------------- | ---- | ---------- | ---- | ----- |
| tot 48 kg    | USA  | W. Gill         |      |            |      |       |
| tot 52 kg    | USA  | Ken Sparks      |      |            |      |       |
| tot 57 kg    | CAN  | S. Breddlove    |      |            |      |       |
| tot 62 kg    | USA  | Rick Futrell    |      |            |      |       |
| tot 68 kg    | USA  | Gerald O'Neil   |      |            |      |       |
| tot 74 kg    |      |                 | CAN  | P. Moreton |      |       |
| tot 82 kg    | USA  | Eduardo Bordley |      |            |      |       |
| tot 90 kg    | USA  | S. Klein        |      |            |      |       |
| tot 100 kg   | USA  | Dave Sime       |      |            |      |       |
| boven 100 kg | USA  | James Mastro    |      |            |      |       |

Atletiek · Basketbal · Boogschieten · Dartchery · Gewichtheffen · Goalball · Koersbal · Schermen · Schietsport · Tafeltennis · Volleybal · Worstelen · Zwemmen
Arnhem 1980 ·
New York & Stoke Mandeville 1984